# Pariserhjul (film fra 1926)
Pariserhjul (russisk: Чёртово колесо) er en sovjetisk film fra 1926 af Grigorij Kozintsev og Leonid Trauberg.

## Medvirkende
- Pjotr Sobolevskij - Ivan Sjorin
- Ljudmila Semjonova - Valka
- Sergej Gerasimov
- Emil Gal
- Janina Zhejmo